# ماریا یاکوبسن
ماریا یاکوبسن (به زبان لاتین Maria Jacobsen)، متولد ۶ نوامبر ۱۸۸۲ میلادی شهر «سیم» دانمارک-وفات ۶ آوریل ۱۹۶۰ شهر «جبیل» لبنان)، مبلغ مذهبی اهل دانمارک او شاهد عینی نسل‌کشی ارمنی‌ها می‌باشد.

## زندگی‌نامه
ماریا یاکوبسن بین سال‌های ۱۹۰۷ تا ۱۹۱۹ میلادی در شهر «خارپرت» (الازیغ کنونی) در یک بیمارستان آمریکایی مشغول به کار بود.
ماریا در طول اقامت خود در شهر شاهد کشتار ارمنی‌ها بوده و کتابی ۶۰۰ صفحه‌ای از خاطرات خود را نگاشته و علاوه بر خاطرات عکس‌هایی از زنان و کودکان ارمنی تهیه نموده است.
ماریا در بین ارمنی‌ها به (مایریک به معنی مادر) معروف بوده است او به پاس تلاش‌های انسان دوستانه و نجات هزاران زن و کودک به چندین مدال نائل شده است. ماریا از طریق سازمانهای انسان دوستانه و با جمع‌آوری اعانه در آمریکا، نروژ، دانمارک و سوئد توانست ۲۰۸ کودک ارمنی را در بیروت اسکان دهد علاوه بر آن یک یتیم‌خانه به نام «آشیانه پرنده‌ها» در شهر «جبیل» لبنان تأسیس نماید.
مادر ماریا در سال ۶ آوریل ۱۹۶۰ فوت کرد و براساس وصیت نامه‌ای که او نوشته بود ماریا را در حیاط همان یتیم‌خانه دفن کردند.

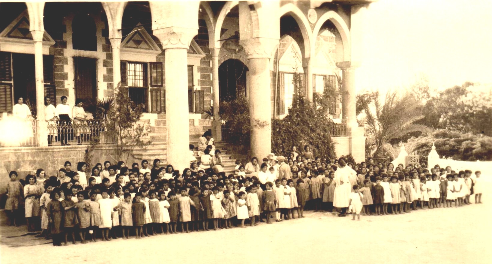
یتیم‌خانه (آشیانه پرنده‌ها)

## نگارخانه
- عکسهای گرفته شده توسط ماریا یاکوبسن:

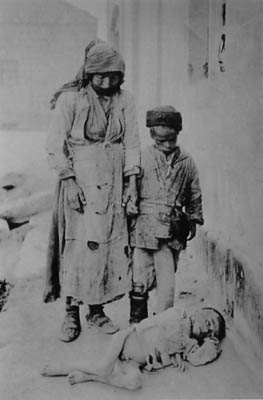
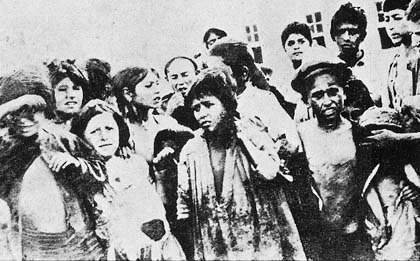
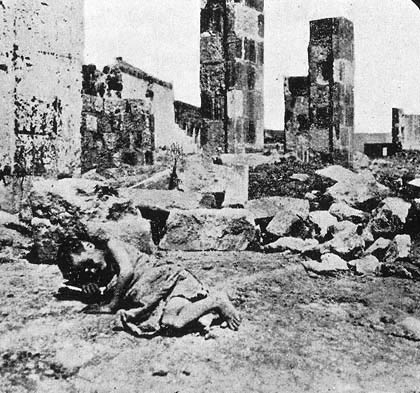
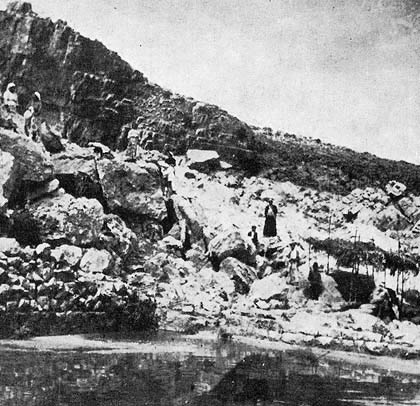
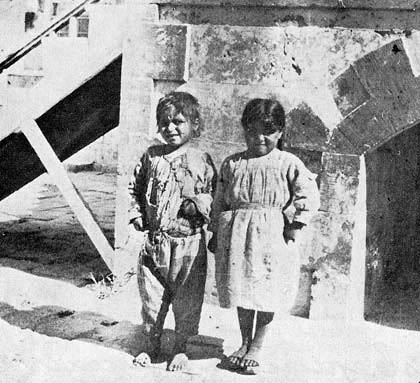
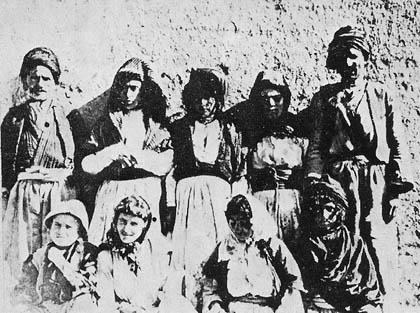
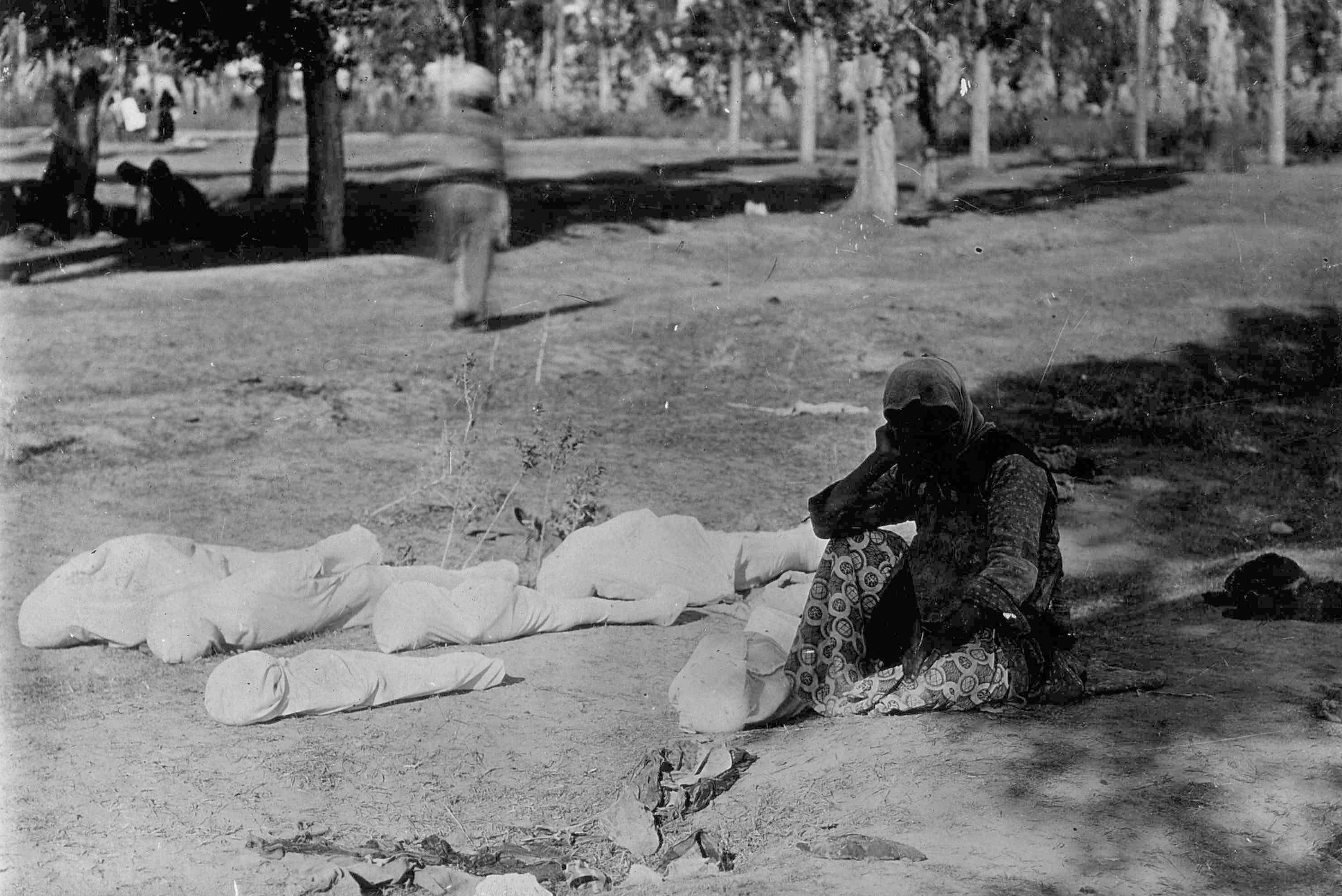
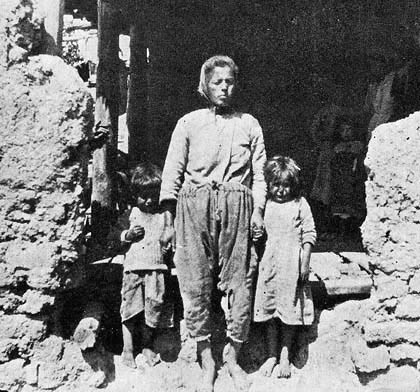
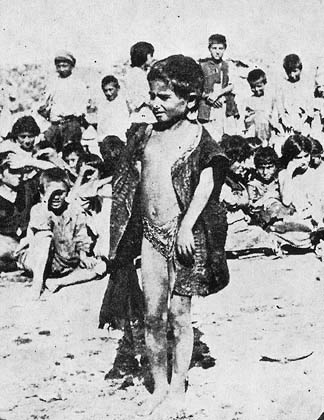